# Lijst van rijksmonumenten in Echten (Drenthe)
De plaats Echten telt 15 inschrijvingen in het rijksmonumentenregister. Hieronder een overzicht. 
| Object                                                             | Oorspronkelijke functie?  | Bouwjaar | Architect                                   | Locatie             | Coördinaten?                  | Nr.?   | Afbeelding                                                  |
| ------------------------------------------------------------------ | ------------------------- | --- | ------------------------------------------- | ------------------- | ----------------------------- | ------ | ----------------------------------------------------------- |
| Boerderij met aangebouwde hooischuur en vrijstaande schaapskooi    | Boerderij                 | mog. 18e eeuw (kern)                                                                                                 |                                             | Hooimaatsdijk 2     | 52° 42' 56" NB, 6° 24' 3" OL  | 32973  | Meer afbeeldingen                                           |
| Boerderij met achterbaander, hooischuur en schaapskooi             | Boerderij                 | 1730 (boerderij) 18e eeuw (schaapskooi) 1888 (hooiberging)                                                           |                                             | Koekangerweg 1      | 52° 42' 48" NB, 6° 23' 50" OL | 32974  | Meer afbeeldingen                                           |
| Boerderij met achterbaander, schaapskooi, hooiberging en turfhok   | Boerderij                 | mog. 18e eeuw (kern)                                                                                                 |                                             | Koekangerweg 2      | 52° 42' 50" NB, 6° 23' 49" OL | 32975  | Meer afbeeldingen                                           |
| Boerderij met hooiberg, hooischuur en schaapskooi                  | Boerderij                 | mog. 18e eeuw (kern) mog. vroege 19e eeuw (hooiberg)                                                                 |                                             | Zegeringen 1        | 52° 42' 46" NB, 6° 23' 46" OL | 32976  | Meer afbeeldingen                                           |
| Huis te Echten, gebouwtje bij toegangshek                          | Bedrijfs-,fabriekswoning  | 18e eeuw |                                             | bij Zuidwolderweg 1 | 52° 42' 47" NB, 6° 23' 56" OL | 32977  | Huis te Echten 10 Huis te Echten, gebouwtje bij toegangshek |
| Boerderij met achterbaander, aangebouwde hooischuur en schaapskooi | Boerderij                 | 1745 (woondeel) |                                             | Zuidwolderweg 2     | 52° 42' 48" NB, 6° 23' 54" OL | 32979  | Meer afbeeldingen                                           |
| Huis te Echten, hoofdgebouw                                        | Kasteel, buitenplaats     | verm. 1450-1500 mog. 1500-1550 (uitbr.) mog. vroege 18e eeuw (uitbr.) 1804-'08 (verb.) 1901 (verb.) 1979-'80 (rest.) | mog. A.M. Sorg (1804-'08) H. Witzand (1901) | Zuidwolderweg 1     | 52° 42' 46" NB, 6° 24' 10" OL | 515661 | Meer afbeeldingen                                           |
| Huis te Echten, park en tuin                                       | Tuin, park en plantsoen   | 18e eeuw (park) 19e eeuw (tuin) 1992 (herinr. tuin)                                                                  | Hollema (1992)                              | bij Zuidwolderweg 1 | 52° 42' 43" NB, 6° 24' 12" OL | 515662 | Meer afbeeldingen                                           |
| Huis te Echten, twee bouwhuizen                                    | Bijgebouwen kastelen enz. | ca. 1865 1979-'80 (rest.)                                                                                            |                                             | bij Zuidwolderweg 1 | 52° 42' 47" NB, 6° 24' 6" OL  | 515663 | Meer afbeeldingen                                           |
| Huis te Echten, portierswoning                                     | Bijgebouwen kastelen enz. | 1741-'44 |                                             | bij Zuidwolderweg 1 | 52° 42' 47" NB, 6° 23' 56" OL | 515664 | Meer afbeeldingen                                           |
| Huis te Echten, inrijpoort en hekwerk                              | Tuin, park en plantsoen   | 18e eeuw (pijlers) 1900-1925 (hekken)                                                                                |                                             | bij Zuidwolderweg 1 | 52° 42' 47" NB, 6° 23' 56" OL | 515665 | Meer afbeeldingen                                           |
| Huis te Echten, brug                                               | Tuin, park en plantsoen   | 19e eeuw |                                             | bij Zuidwolderweg 1 | 52° 42' 46" NB, 6° 24' 8" OL  | 515666 | Meer afbeeldingen                                           |
| Huis te Echten, duifhuis                                           | Tuin, park en plantsoen   | in aanleg verm. 17e-eeuws                                                                                            |                                             | bij Zuidwolderweg 1 | 52° 42' 45" NB, 6° 23' 60" OL | 515667 | Meer afbeeldingen                                           |
| Huis te Echten, schuren in moestuin en achter zuidelijk bouwhuis   | Bijgebouwen kastelen enz. | 19e eeuw |                                             | bij Zuidwolderweg 1 | 52° 42' 47" NB, 6° 23' 56" OL | 515668 | Meer afbeeldingen                                           |
| Huis te Echten, twee zonnewijzers                                  | Tuin, park en plantsoen   | 1800-1825 |                                             | bij Zuidwolderweg 1 | 52° 42' 46" NB, 6° 24' 7" OL  | 515669 | Meer afbeeldingen                                           |